# Lissi Alandh

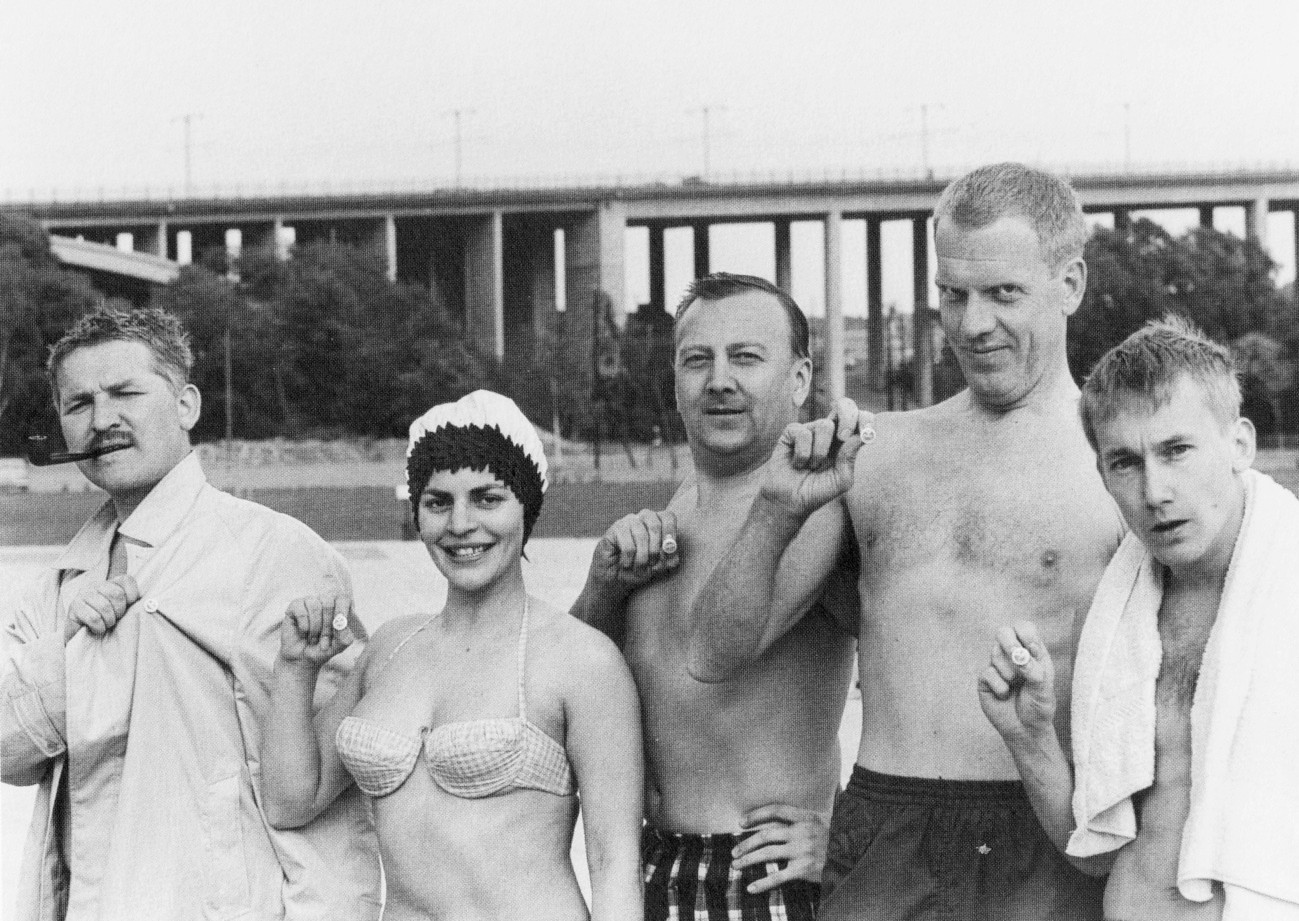
Lissi Alandh zusammen mit anderen Schauspielern 1963

Lissi Sofia Alandh (* Holmquist, 29. Dezember 1930 im Dorf Skön, Medelpad, Schweden; † 3. August 2008 in Stockholm) war eine schwedische Revuedarstellerin, Filmschauspielerin und Sängerin.

## Biografie
Alandh war die Tochter einer Näherin und eines Klempners. Aufgrund ihrer frühen Neigung zum Schauspiel zog sie nach Stockholm, wo sie bei den Theater-Pädagogen Manja Benkow und Willy Koblanck Unterweisungen erhielt, bevor sie 1949 in der Schule des Königlichen Dramatischen Theaters aufgenommen wurde. Nach ihrem Abschluss 1952 war Alandh hauptsächlich in Revuen und Kabaretts aktiv. So trat sie in Povel Ramels Revuen Denna sida upp (1954) und På avigan (1966) auf. Über mehrere Jahre hatte sie eine feste Rolle in der Radioserie Mosebacke Monarki, die zur Fernsehserie wurde. Alandh trat zusammen mit verschiedenen anderen Theatergrößen auf, wie Monica Zetterlund und Sonya Hedenbratt.
Schon in den späten 1940er Jahren übernahm sie eine Rolle im Film Fräulein Julie von Alf Sjöberg, der 1951 in die Kinos kam. Später spielte sie unter anderem in Ingmar Bergmans Das Schweigen (1963) und Mai Zetterlings Verschwiegene Spiele (1966). Ab den 1970er Jahren war sie häufig in Nebenrollen oder Kinderfilmen zu sehen. In einem ihrer letzten Fernsehauftritte spielte sie die pensionierte Revue-Diva Veronica Valtonen. Alandh sang bei der Einspielung verschiedener Schallplatten.
Alandh war vier Jahre mit Hardy Alandh und fünf Jahre mit Göran Söderqvist verheiratet.

## Künstlerischer Stil
In Revues bediente Alandh vor allem die Rolle der Femme fatale. Ihr Talent für spitze Kommentare und gutes Timing kamen ihr in Kabaretts und im Film zugute.

## Filmografie (Auswahl)
- 1951: Fräulein Julie (Fröken Julie)